# 高橋直樹 (政治学者)
高橋 直樹（たかはし なおき、1950年7月26日 - ）は、日本の政治学者、東京大学名誉教授。専攻は、イギリス政治史、比較政治学。

## 略歴
東京都生まれ。東京教育大学附属高等学校卒
- 1974年東京大学法学部卒業
- 1981年東京大学大学院法学政治学研究科博士課程単位取得修了
- 1981年専修大学法学部講師
- 1983年同法学部助教授
- 1989年上智大学法学部助教授
- 1991年東京大学教養学部社会科学科助教授
- 1993年同教養学部社会科学科教授を経て、東京大学大学院総合文化研究科教授
- 2016年定年退任、名誉教授[2]。

## 著書

### 単著
- 『政治学と歴史解釈――ロイド・ジョージの政治的リーダーシップ』（東京大学出版会, 1985年）

### 共著
- （下斗米伸夫）『先進諸国の政治』（放送大学教育振興会, 1992年）

### 訳書
- バリントン・ムーア『独裁と民主政治の社会的起源――近代世界形成過程における領主と農民 (1・2)』（岩波書店, 1986年-1987年）